# Liste der Flaggen im Landkreis Ammerland
Diese Liste beinhaltet alle in der Wikipedia gelisteten Flaggen des Landkreises Ammerland in Niedersachsen.
| Landkreis | Hissflagge | Kommentare |
| --------- | ---------- | --- |
| Ammerland |            | Genehmigt am 1. April 1981 durch den Innenminister des Landes Niedersachsen. „Der Landkreis Ammerland führt das nachstehend beschriebene Wappen: Geviert: 1) in Gold zwei rote Balken 2) in Blau ein goldenes Ankerkreuz 3) in Blau ein goldener Eichenzweig 4) in Gold zwei rote Zickzackbalken“ „Die Flagge des Landkreises Ammerland zeigt im Geviert die Farben blau und rot, und zwar im oberen linken und unteren rechten Feld die Farbe Blau, im oberen rechten und unteren linken Feld die Farbe Rot. Die Mitte der Flagge ist mit dem Kreiswappen belegt.“ (Wappen genehmigt am 3. Juli 1978) |

## Städte und Gemeinden
| Stadt oder Gemeinde      | Hissflagge | Kommentare |
| ------------------------ | ---------- | --- |
| Gemeinde Apen            |            | Genehmigt am 12. Februar 1991 durch den Landkreis Ammerland: „Die Streifenflagge zeigt in der oberen Hälfte die Farbe blau und in der unteren Hälfte die Farbe rot. Die Mitte der Flagge ist mit dem Gemeindewappen belegt.“ Wappenbeschreibung: „In Gold über blauem Schildfuß ein rotes, von zwei Türmen flankiertes Festungstor mit schwarzen Dächern und Fenstern.“ (Wappen genehmigt 1969)                                                                                                   |
| Gemeinde Bad Zwischenahn |            | Angenommen durch den Gemeinderat der Gemeinde Bad Zwischenahn am 26. Juni 1990, genehmigt durch den Landkreis Ammerland am 3. September 1990: „Die Streifenflagge zeigt in der oberen Hälfte die Farbe Rot, in der unteren Hälfte die Farbe Gold. Die Mitte der Flagge ist mit dem Gemeindewappen belegt.“ Wappenbeschreibung: „Das Wappen zeigt: In goldenem Schild zwei rote Balken, belegt mit einem silbernen runden Brunnen und drei silbernen Reithkolben darüber.“ (Wappen genehmigt 1968) |
| Gemeinde Edewecht        |            | Genehmigt am 23. September 1980: „Die Flagge der Gemeinde Edewecht ist in der oberen Hälfte weiß (silbern) in der unteren Hälfte blau und belegt mit dem Gemeindewappen.“ Wappenbeschreibung: „Das Wappen der Gemeinde Edewecht zeigt auf grünem Hügel in Silber eine blaue Bockwindmühle mit schwarzen Segelscheiten.“ (Wappen genehmigt 1934) |
| Gemeinde Rastede         |            | Genehmigt am 1955: „Die Farben der Flagge sind blau-rot; sie zeigt als Symbol das Wappen.“ Wappenbeschreibung: „Das Wappen zeigt auf gelbem (goldenem) Schildergrund oben einen schreitenden roten Löwen, darunter zwei rote Zick-Zack-Balken.“ (Wappen genehmigt 1954) |
| Stadt Westerstede        |            | Genehmigt am 10. August 1987: „Die Flagge zeigt in der oberen Hälfte die Farbe rot, in der unteren Hälfte die Farbe gelb. Die Mitte der Flagge ist mit dem Stadtwappen belegt.“ Wappenbeschreibung: „In Silber eine grüne Eiche auf grünem Hügel, der Stamm überdeckt mit einem goldenen Schild, darin übereinander zwei rote Zickzackbalken.“ (Wappen genehmigt 1955.) |
| Gemeinde Wiefelstede     |            | Genehmigt ????: „Die Flagge der Gemeinde Wiefelstede zeigt auf goldenem Grund waagerecht einen breiten roten Balken, in der Mitte belegt mit dem Gemeindewappen.“ Wappenbeschreibung: „In Gold zwei liegende, durch einen senkrechten roten Stab verbundene Wolfsangeln.“ (Wappen in Gebrauch als Siegelbild seit 1936, genehmigt durch den Präsidenten des Verwaltungsbezirks Oldenburg 1965.)                                                                                                   |